# Gabriele Finaldi
Gabriele Maria Finaldi (Londra, 28 novembre 1965) è uno storico dell'arte, museologo e curatore d'arte britannico con cittadinanza italiana, dall'agosto 2015 direttore della National Gallery di Londra, nel Regno Unito.

## Biografia
Finaldi è nato a Londra il 28 novembre 1965 da padre italiano e madre polacca. Ha studiato storia dell'arte al Courtauld Institute of Art, dove ha ottenuto il dottorato di ricerca nel 1995, con una tesi sul pittore barocco del XVII secolo Jusepe de Ribera.

## Carriera
Oltre che nel Regno Unito, Finaldi ha curato mostre in Spagna, Italia e Belgio. Ha inoltre scritto cataloghi e articoli scientifici su Velázquez e Zurbarán, su diversi dipinti del barocco italiano, sull'iconografia religiosa e su Picasso.
È stato curatore alla National Gallery dal 1992 al 2002, dove era responsabile per i dipinti dei pittori tardo italiani della collezione (da Caravaggio a Canaletto) 
e della collezione dei pittori spagnoli  (da Bermejo a Goya). 
Nel 2002 è stato nominato vice direttore per le collezioni e le ricerche al Museo Nacional del Prado di Madrid. 
Nel 2007, sempre al Prado, ha supervisionato l'estensione del museo e la creazione del centro di ricerca. Ha inoltre curato importanti esposizioni su Ribera nel 2011 e su Bartolomé Esteban Murillo nel 2012.
Nell'agosto 2015 ha fatto ritorno alla National Gallery nella veste di direttore.